# Castellalto
Castellalto est une commune de la province de Teramo dans les Abruzzes en Italie.

## Administration
| Période                                  | Période  | Identité          | Étiquette       | Qualité |
| ---------------------------------------- | -------- | ----------------- | --------------- | ------- |
| 30 mai 2006                              | En cours | Gabriele Ruggieri | Centro-Sinistra |         |
| Les données manquantes sont à compléter. |          |                   |                 |         |

### Hameaux
Casemolino, Castelbasso, Castelnuovo Vomano, Feudo, Fosso Cupo, Guzzano, Mulano, Petriccione, San Cipriano, San Gervasio, Santa Lucia, Villa Torre, Villa Zaccheo

### Communes limitrophes
Bellante, Canzano, Cellino Attanasio, Cermignano, Mosciano Sant'Angelo, Notaresco, Teramo